# Лейкопения
Лейкопения (от лейкоцит + греч. πενία «нехватка; бедность») — снижение количества лейкоцитов в единице объёма крови (менее 4000 в 1 мкл), нарушается двигательная активность (синдром «ленивых лейкоцитов») зрелых нейтрофилов и их выход из костного мозга в кровь. Нейтропения является подтипом лейкопении и связана с уменьшением количества циркулирующих нейтрофильных гранулоцитов, наиболее многочисленных белых кровяных телец.

## Причины
Наблюдается при брюшном тифе, бруцеллезе, гриппе, полиомиелите, вирусных гепатитах, циррозе печени, малярии, лейшманиозе, апластической и пернициозной анемии, воздействии ионизирующего излучения и др. Лейкопения возникает при приеме некоторых лекарственных средств (амидопирина, бутадиона, сульфаниламидных препаратов, метилтиоурацила) у лиц с повышенной чувствительностью к ним. У детей возможно развитие лейкопении при врожденных иммунодефицитных заболеваниях тимусного генеза.

## Симптомы
Постепенное ослабление организма, повышение температуры, озноб, учащённый пульс, беспокойство, головные боли, истощение всего организма, пневмония и инфекция крови, которые могут вызвать слабый шок. Если понижение содержания лейкоцитов обусловлено реакцией на определённые лекарства, симптомы нарастают бурно. Низкое содержание лейкоцитов характеризуется опуханием желез, увеличением селезёнки и миндалин, а также симптомами присоединившихся заболеваний.

## Лечение
Для лечения используются следующие препараты:
- Батилол (Batilolum)
- Лейкоген (Leucogenum)
- Метилурацил (Methyluracilum)
- Натрия нуклеинат (Natrii nucleinas)
- Натрия нуклеоспермат (НПЦ Фармзащита)
- Хлорофиллин натрия (Sodium Chlorophyllin СПбГЛТА)
- Пентоксил (Pentoxylum)
- Пиридоксин (Pyridoxinum)
- Этаден (Etadenum)